# Alegeri legislative în Austria, 1966

Rezultatul Alegerilor

Alegerile legislative Austriei în 1966 s-au desfășurat pe 6 martie 1966.

## Rezultatele
| Partid                                              | Voturi    | Procent       | Mandat  |
| --------------------------------------------------- | --------- | ------------- | ------- |
| Partidul Popular Austriac (ÖVP)                     | 2 191 109 | 48,35 (+2,95) | 85 (+4) |
| Partidul Socialist Austriac (SPÖ)                   | 1 928 985 | 42,56 (-1,44) | 74 (-2) |
| Partidul Libertății Austriac (FPÖ)                  | 242 570   | 5,35 (-1,65)  | 6 (-2)  |
| Partidul Democrat Progresist (Listă Franz Olah DFP) | 148 528   | 3,28 (n.k.)   | -       |
| Partidul Comunist Austriac (KLS)                    | 18 636    | 0,41 (-2,59)  | -       |
| Partidul Liberal Austriac (LPÖ)                     | 1 571     | 0,04 (n.k.)   | -       |
| Partidul Marxist-Leninist Austriac (MLÖ)            | 486       | 0,01 (n.k.)   | -       |